# Brodersby (Schwansen)
Brodersby település Németországban, Schleswig-Holstein tartományban. Lakosainak száma 678 fő (2023. december 31.). Brodersby Kappeln, Karby és Dörphof községekkel határos.

## Népesség
A település népességének változása:
| Lakosok száma | 569  | 688  | 663  | 650  | 672  | 681  | 678  |
|               | 1975 | 2013 | 2017 | 2019 | 2021 | 2022 | 2023 |